# Adevărata moarte a lui Guynemer
„Adevărata moarte a lui Guynemer” este o nuvelă fantastică scrisă de Cezar Petrescu și apărută în numărul din august–septembrie 1928 al revistei Gândirea din București. Ea a fost publicată apoi în volumul Aranca, știma lacurilor (Ed. Socec, București, 1929), alături alte două nuvele: „Fereastra” și „Aranca, știma lacurilor”. Acest volum este inclus în ciclul „Fantasticul interior”, în care autorul descrie o lume halucinantă, investigând obsesii provenite din straturile adânci ale subconștientului.
Nuvela încearcă să prelungească destinul tânărului aviator francez Georges Guynemer dincolo de momentul dispariției sale legendare. Personajul real este un as al aviației care obținuse 53 de victorii aeriene în Primul Război Mondial și dispăruse misterios în văzduh pe 11 septembrie 1917, fără a i se mai găsi vreodată nici corpul și nici aparatul său de zbor denumit „Vieux Charles”. Mitul dispariției legendare a aviatorului francez este demontat într-un mod fantezist de Cezar Petrescu, care susține că Guynemer, salvat miraculos de la moarte în urma prăbușirii avionului său, s-ar fi retras într-un desăvârșit anonimat în pustietățile munților Carpați din dorința de a nu-și compromite, printr-o existență banală, faima sa de erou al aerului.
Reputații critici literari George Călinescu și Constantin Ciopraga consideră că „Adevărata moarte a lui Guynemer” și „Aranca, știma lacurilor” sunt unele dintre cele mai valoroase scrieri ale lui Cezar Petrescu, înfruntând mai sigur trecerea timpului pentru a ajunge la posteritate. În opinia criticului Pompiliu Constantinescu „Adevărata moarte a lui Guynemer” este cea mai ingenioasă și mai poetică nuvelă a lui Cezar Petrescu. Această nuvelă are, potrivit criticului și istoricului literar Mihai Gafița, un caracter cosmopolit, ceea ce face ca ea să poată fi receptată mai bine în mediul cultural european decât alte opere literare românești.

## Rezumat

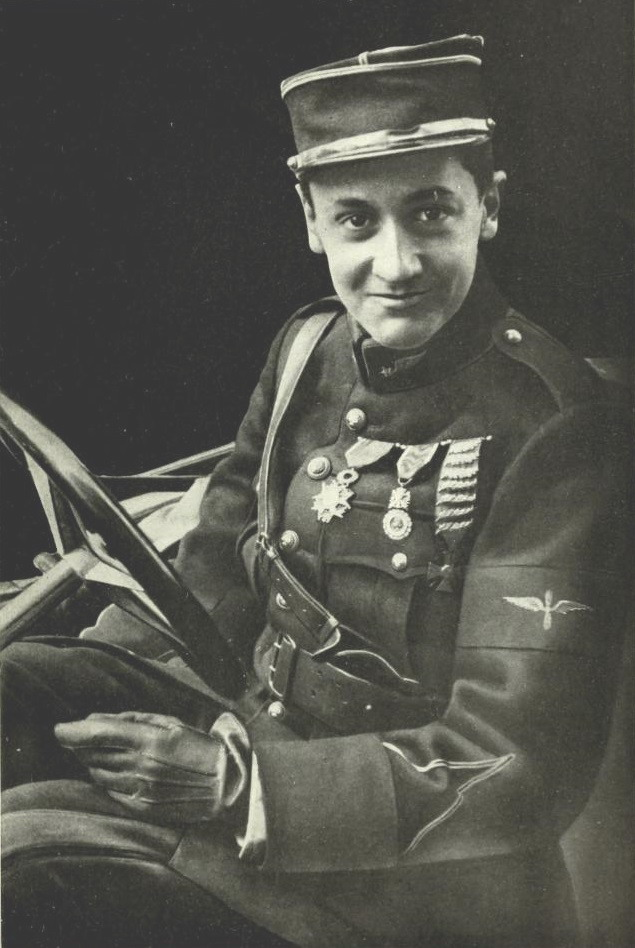
Aviatorul francez Georges Guynemer.

Rătăcit de tovarășii săi de drumeție, după ce și-a scrântit piciorul, personajul narator întâlnește în pustietățile stâncoase ale Carpaților un om care vorbea singur în limba franceză, blestemând dezolarea acestui ținut steril. Îi cere ajutor, rugând să-l îndrume către cea mai apropiată așezare omenească, dar străinul îl privește inert și nu pare să înțeleagă; repetă întrebarea în limba franceză, în care îl auzise vorbind pe străin, iar necunoscutul îl informează că o așezare omenească nu există cale de trei de poște, iar zona în care se aflau era călcată doar de fiarele codrilor. Uitându-se cu atenție la el, drumețul remarcă înfățișarea stranie a necunoscutului: figura împietrită, privirea absentă, părul aproape alb, obrazul scheletic, buzele uscate, mâna descărnată, hainele uzate (veston din piele decolorată, pantaloni bufanți folosiți de militari, încălțăminte veche). Necunoscutul refuză inițial să-l ajute, cu o politețe glacială ce dovedea „o rafinată și impertinentă bună creștere”, dar cedează în cele din urmă „unei porniri mai tari ca el” și-l ajunge din urmă, oferindu-i ospitalitatea cu condiția să nu întrebe nimic și la plecare să uite drumul pe care a venit și să nu divulge nimănui existența lui.
Drumețul rămâne câteva zile în chilia de piatră din văgăunile munților în care necunoscutul Georges locuia în tăcere, împreună cu o femeie blondă pe nume Elsa. Misterioasa tovarășă a necunoscutului îi prepară un decoct de ierburi, care ajută la vindecarea articulației rănite. Atmosfera pare ostilă, iar drumețul se simte inconfortabil între cei doi străini tăcuți: bărbatul enigmatic și absent și femeia autoritară și aspră. Singurul moment în care lumea exterioară îi trezește bărbatului necunoscut un interes este atunci când urmărește o luptă aeriană între un șoim și un vultur.

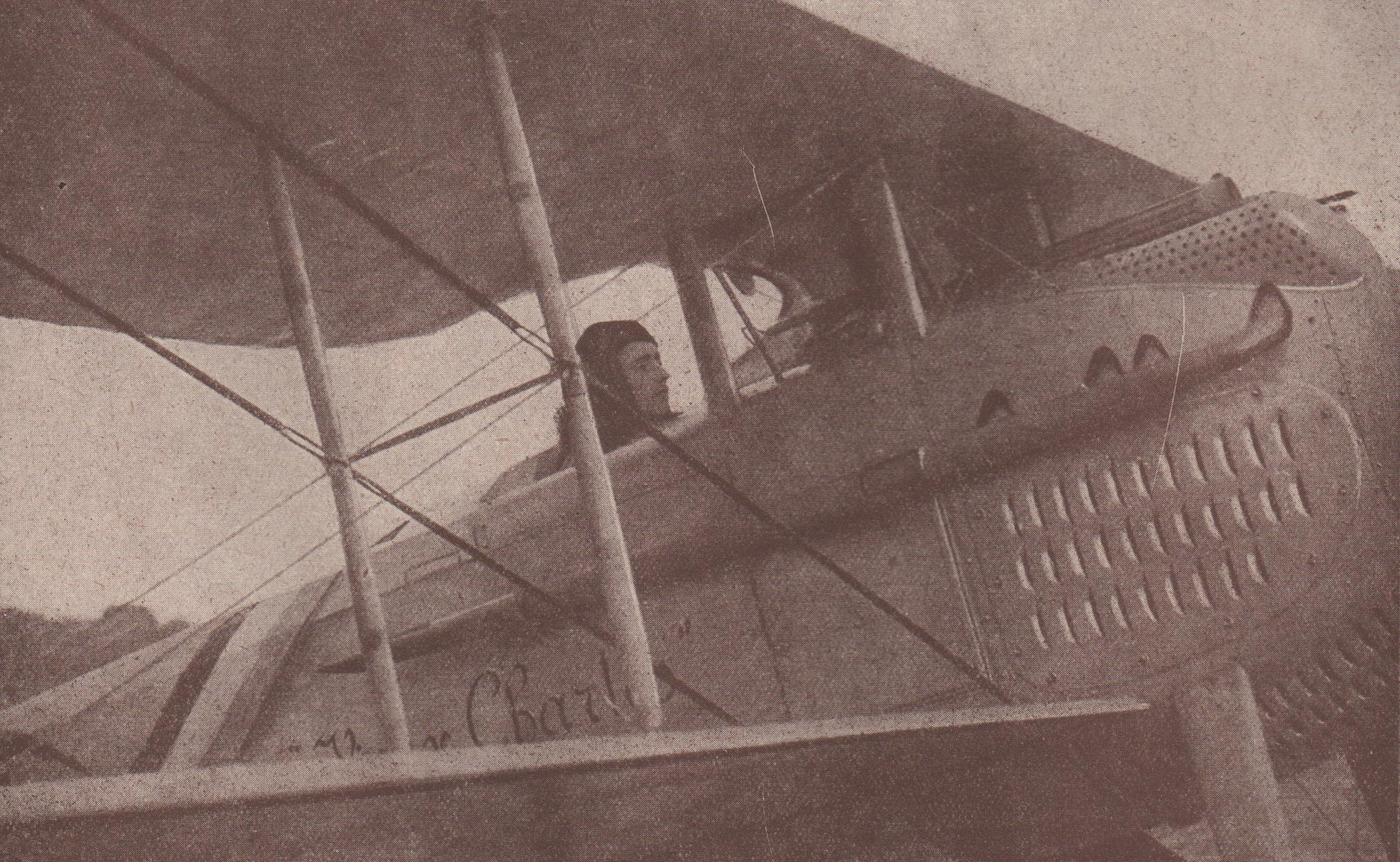
Georges Guynemer în legendarul biplan „Vieux Charles”.

Retras pe o stâncă înaltă, drumețul este urmat de necunoscut care, provocat de evocarea de către narator a legendei dispariției în văzduh a pilotului Georges Guynemer, începe să-și depene propria poveste de viață: s-a înrolat ca aviator voluntar în Primul Război Mondial, începându-și cariera cu o victorie ce i-a adus o glorie timpurie și schimbând front după front în următorii doi ani, atras de primejdie. „Viața de toată ziua, când pășeam pe pământ, când schimbam glume cu prietenii, când petreceam câteva ceasuri de permisie printre ai mei, mi se părea nefirească, străină, netrăită. Adevărata viață era numai cea de sus, când aplecat zăream dedesubt gurile de crater ale frontului, șanțurile bizare, gâturile cenușii de tun înălțate peste metereze, masele omenești mișcându-se în nori de fum, și când vedeam ivindu-se în geana cerului un aparat dușman. Da! Atunci, domnule, și numai atunci, trăiam într-adevăr”, se confesează el. Într-o dimineață nu s-a mai întors din misiune, reușind să se salveze mai mult mort decât viu din avionul prăbușit ce fusese cuprins de flăcări. A fost luat prizonier de nemți și mutat dintr-un spital în altul, până când a ajuns într-un oraș îndepărtat din Silezia. Pilotul, care-și ascunsese numele real pentru a putea evada mai ușor, nu se mai simțea atras de aviație și devenise un tânăr ca oricare altul, ce nu apucase încă să-și trăiască viața. S-a îndrăgostit de o infirmieră germană, ce provenea din înalta societate, și i-a dezvăluit adevărata identitate, hotărând împreună să părăsească Europa devastată de război și să-și trăiască „iubirea veșnică” pe una din insulele exotice ale Pacificului. Vântul, ceața și defecțiunea busolei le-au adus însă avionul deasupra Carpaților, unde au fost nevoiți să aterizeze după terminarea combustibilului. Străini într-o țară necunoscută, ei au decis să se stabilească în pustietățile stâncoase ale munților, unde trăiau de 11 ani izolați de lume.
Fostul aviator trăiește senzația copleșitoare a propriei lașități, reproșându-și că s-a „târât pe brânci, ca un vierme” pentru a-și salva viața în loc să rămână lângă avionul prăbușit pentru a avea parte de o moarte eroică „prin focul care purifică”. Iubirea pentru Elsa nu-i aduce starea de plenitudine pe care i-o putea asigura numai văzduhul, iar între cei doi iubiți se instalează tăcerea, care acoperă un șir de reproșuri reciproce nerostite. A doua zi, o ploaie rece i-a condamnat pe cei trei să rămână captivi în chilia de piatră, fără a-și mai vorbi. Drumețul pleacă în dimineața următoare spre târgurile aglomerate din vale, iar la despărțire îl salută pe fostul pilot cu numele de Georges Guynemer, fără a fi contrazis de acesta din urmă.

## Personaje
- naratorul — un drumeț în Munții Carpați, care s-a rătăcit de tovarășii săi după ce și-a scrântit piciorul.[19] A luptat ca aviator în Primul Război Mondial, doborând, printre altele, un avion militar Taube.[30]
- Georges Guynemer — un as al aviației, erou de război francez.[19] S-a înrolat ca aviator voluntar în Armata Franceză în Primul Război Mondial, a săvârșit mai multe acte de vitejie și, într-o zi, nu s-a mai întors dintr-o misiune de război, iar dispariția misterioasă a sa și a aeronavei pe care o pilota a creat legenda că ar fi fost absorbit în văzduh.[1][21][19][23] Pilotul se prăbușise rănit, în realitate, și fusese luat prizonier și mutat dintr-un spital în altul, fără a i se cunoaște numele real.[7][25] Îndrăgostit de o infirmieră germană, s-a hotărât să fugă împreună cu ea din Europa măcinată de război într-una din insulele exotice ale Pacificului, dar vântul, ceața și defecțiunea busolei i-au adus deasupra Carpaților, determinându-i să se stabilească în pustietățile stâncoase ale munților, unde trăiau de 11 ani izolați de lume.[7][9][23][25]
- Elsa — o domnișoară din înalta societate germană ce lucra ca infirmieră într-un spital dintr-un oraș îndepărtat al Sileziei.[7][25] Îl îngrijește cu dragoste pe Guynemer și plănuiește să fugă împreună cu el.[1][7][25] Naratorul o descrie ca o „făptură tranșantă și orgolioasă”,[31] care-l domină pe Guynemer[1][21] printr-o voință „demoniacă” și printr-o pasiune devastatoare „ca acele nefaste și teribile forțe ale naturii care nu lasă în urmă decât un peisaj calcinat și pentru totdeauna sterp”.[32]

## Scriere și publicare

### Sursă de inspirație

#### Georges Guynemer

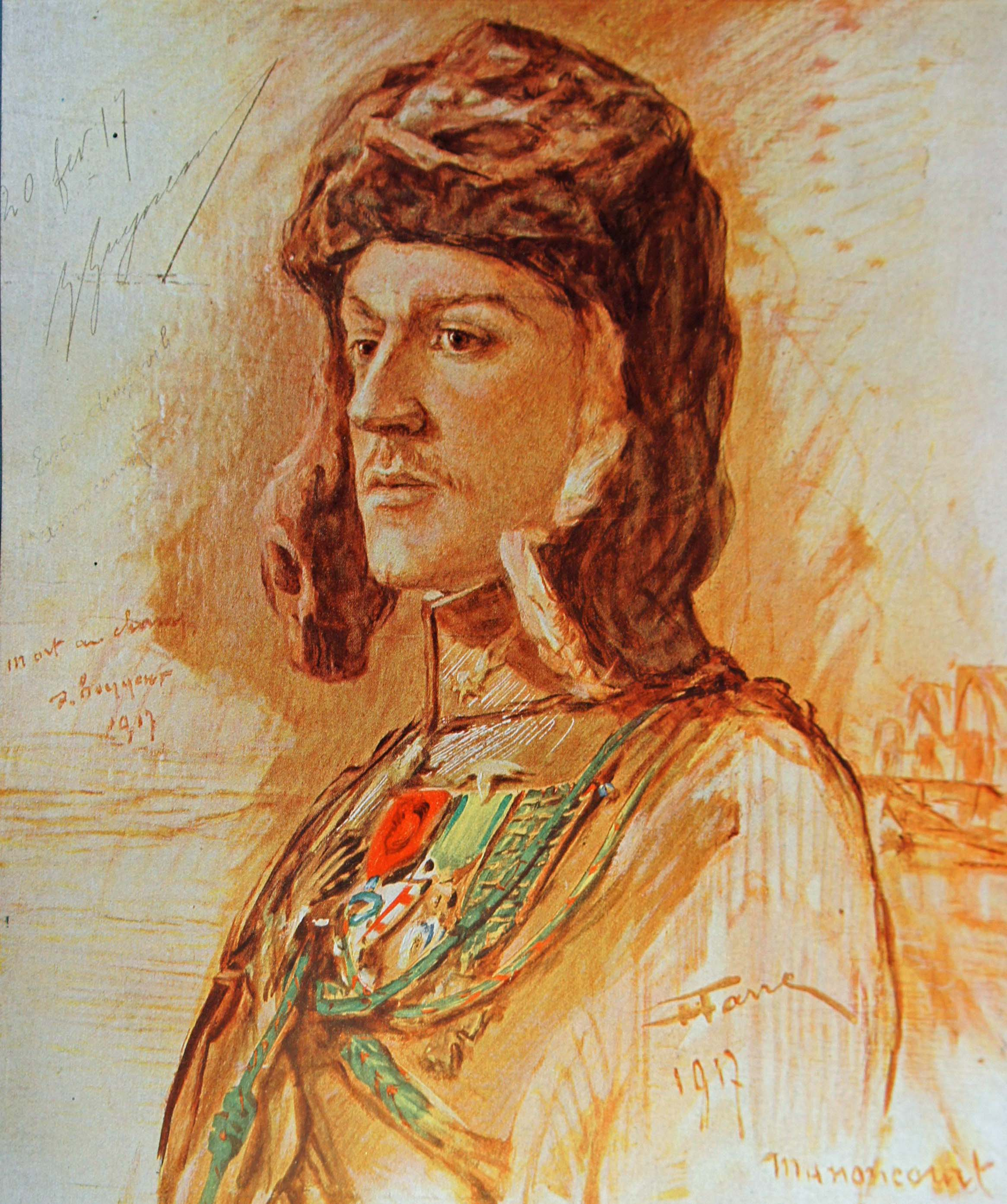
Aviatorul francez Georges Guynemer reprezentat în 1917 de pictorul militar Henri Farré.

Aviatorul francez Georges Guynemer (1894–1917), protagonistul nuvelei, este un personaj istoric real. A încercat să se înroleze voluntar în Armata Franceză la începerea Primului Război Mondial, dar medicii militari l-au considerat prea bolnăvicios și l-au declarat inapt. Acceptat ca mecanic în Serviciul Aeronautic Francez în noiembrie 1914, el a urmat cursuri de pilotaj și a obținut brevetul de pilot militar în aprilie 1915. A fost repartizat pe 8 iunie 1915 în escadrila MS. 3, singura unitate în care a servit până la dispariția sa.
În cursul carierei sale de pilot, Guynemer a participat la peste 600 de misiuni aeriene de luptă, doborând 53 de aeronave inamice, și fiind al doilea pilot francez ca număr de victorii aeriene după René Fonck, cu 75 de victorii (Fonck avea doar 11 victorii la momentul dispariției lui Guynemer și l-a depășit abia după zece luni, pe 19 iulie 1918). A fost doborât la rândul său de șapte ori, reușind de fiecare dată să supraviețuiască; colegii său îl considerau un pilot curajos cu o înaltă calificare și, deoarece era timid și modest, era mai popular decât arogantul Fonck, iar presa îl idolatriza.
Primul său avion a fost un monoplan Morane-Saulnier L botezat Vieux Charles, iar Guynemer a păstrat acest nume pentru majoritatea aeronavelor cu care a zburat ulterior. El a devenit rapid un as al aviației (cu cinci victorii aeriene) în februarie 1916, fiind promovat la gradul de sublocotenent în luna următoare. Printre actele sale de vitejie se află doborârea a patru aeronave germane într-o singură zi, 25 mai 1917. A devenit primul pilot francez ce a ajuns la 50 de victorii aeriene. Căpitanul aviator Guynemer a fost văzut pentru ultima oară în ziua de 11 septembrie 1917, când a atacat un avion de recunoaștere german deasupra localității belgiene Poelkapelle, la nord-vest de orașul Ypres. Autoritățile militare germane au anunțat că locotenentul Kurt Wissemann din escadrila Jasta 3 ar fi doborât avionul lui Guynemer, dar nici corpul său și nici aeronava Vieux Charles nu au mai fost găsite niciodată; Wissemann (creditat cu 5 victorii) nu a putut confirma public această ipoteză deoarece a murit într-o luptă aeriană din 28 septembrie 1917.

#### Primele zboruri transatlantice

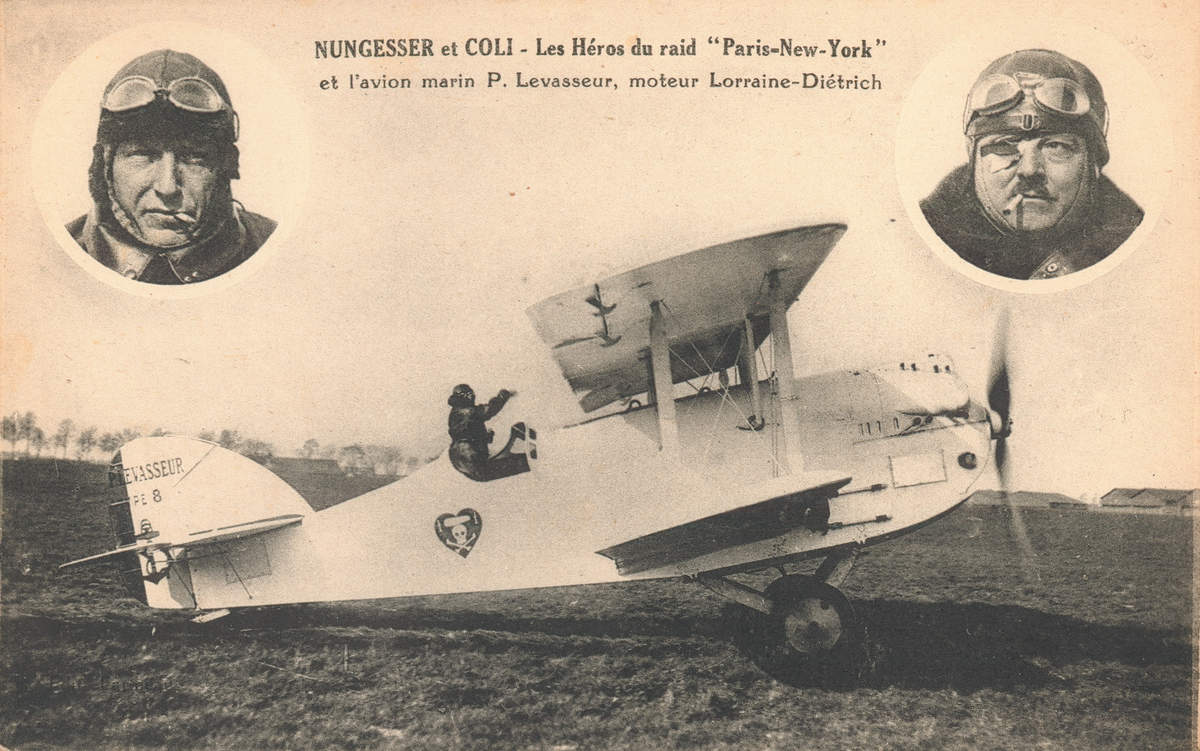
Carte poștală cu aeronava L'Oiseau Blanc a lui Nungesser și Coli.

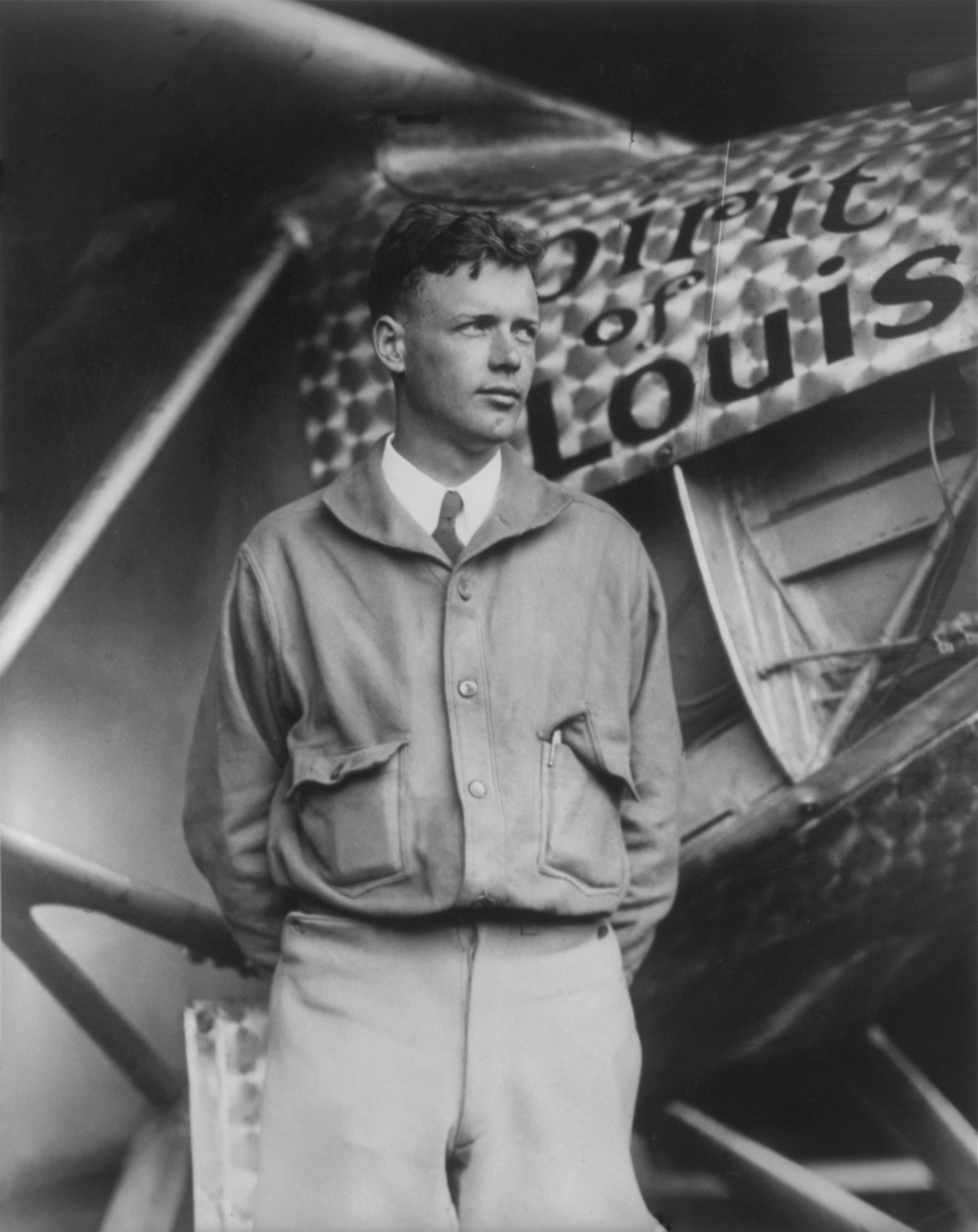
Charles Lindbergh lângă avionul său, Spirit of St. Louis, cu care a efectuat primul zbor transatlantic pe traseul New York–Paris.

Scrierea acestei nuvele a fost inspirată, probabil, de două încercări de traversare a Oceanului Atlantic care au avut loc în mai 1927 și sunt menționate în nuvelă: încercarea ratată a aviatorilor francezi Charles Nungesser și François Coli, ce au dispărut probabil deasupra oceanului la 8 mai 1927 după ce aeronava L'Oiseau Blanc („Pasărea albă”) a fost văzută ultima oară părăsind Irlanda și nu a mai ajuns niciodată la New York, și reușita aviatorului american Charles Lindberg care a zburat cu aeronava Spirit of St. Louis în 20–21 mai 1927 pe traseul New York–Paris.
Cele două evenimente sunt menționate de naratorul nuvelei într-o discuție cu Guynemer: „Lindbergh n-a spus: poate voi sosi, poate voi traversa Atlanticul, poate voi ajunge la ora cutare!... A fixat ora și minutele când va sosi, și a sosit cu adevărat la ceasul fixat, cu aproximație de zece minute... Cu zece minute mai devreme... [...] Lindbergh e un tânăr american, de douăzeci și ceva de ani, care a traversat vara trecută, Atlanticul... singur și cu o pălărie de pai. Abia câteva zile, după dispariția lui Nungesser și Coli. O! A fost la Paris un moment care nu se poate uita niciodată. Toți îl așteptau, dar nimeni nu credea într-adevăr că va ajunge... Cu zece minute înainte de ceasul hotărât apare un avion. Aterizează ca la el acasă. Coboară un băiețandru înalt cât o prăjină, după ce scotocește în carlingă ceva — își căuta pălăria de pai. Și se prezintă cu simplitate: „Eu... Lindbergh”. Lăcrimau oamenii pe stradă de emoție, dar poate mai mult plângeau parizienii pentru Nungesser”. Numele lui Nungesser (un as al aviației cu 43 de victorii aeriene) trezește interesul lui Guynemer, care reține faptul că fostul său camarad supraviețuise războiului și dispăruse apoi într-o misiune eroică „încercând să dea Franței gloria celui dintâi zbor peste Atlantic”.
Naratorul menționează, de asemenea, efectuarea altor zboruri transatlantice precum zborul din 4–6 iunie 1927 al americanului Clarence Chamberlin (nume pe care autorul l-a scris Chamberlain) de la New York în Germania.

### Publicarea nuvelei

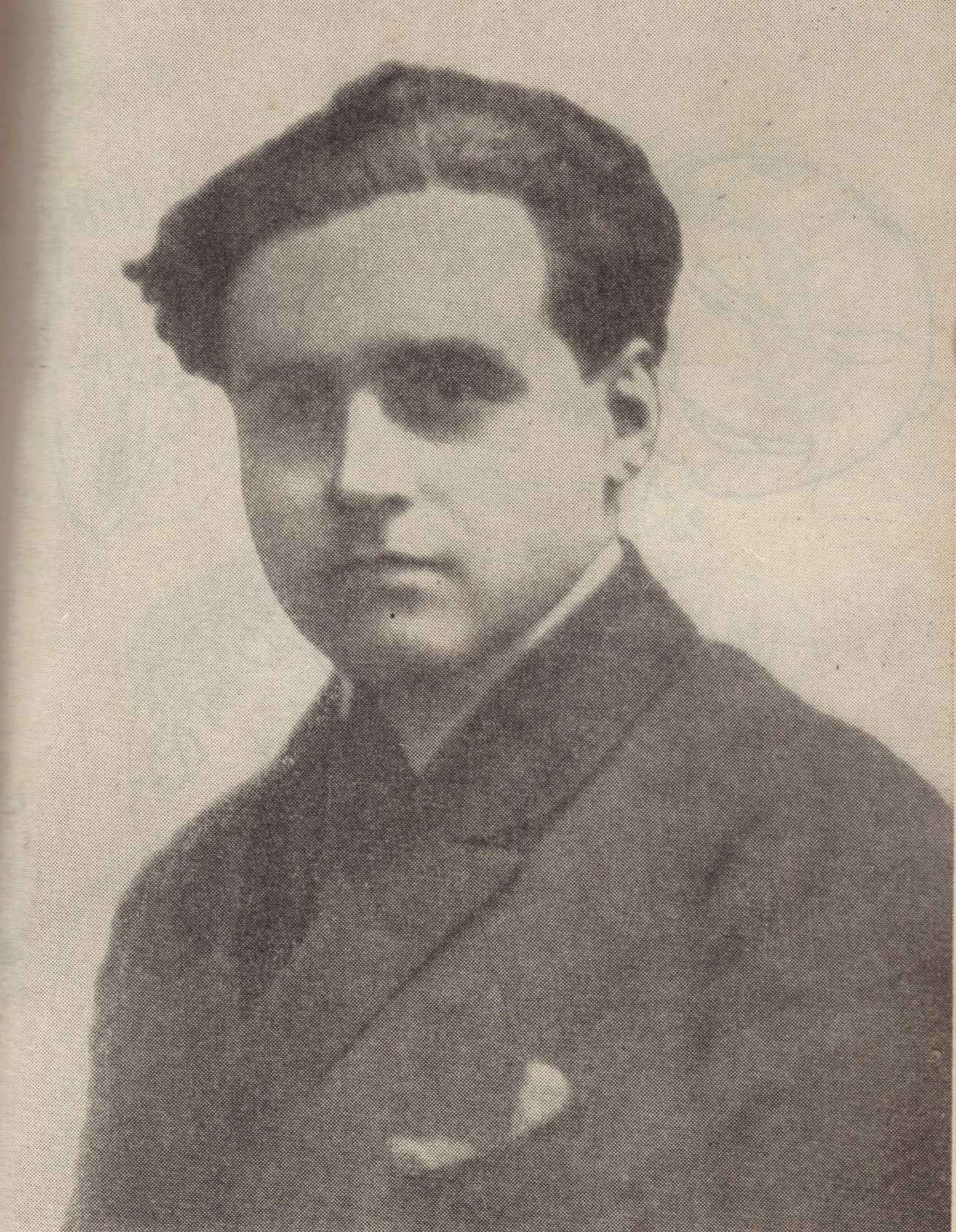
Cezar Petrescu la vârsta de 29 de ani. Aprox. 1921.

Nuvela „Adevărata moarte a lui Guynemer” a fost publicată în numărul din august–septembrie 1928 al revistei Gândirea din București, condusă de Nichifor Crainic. Există deosebiri minore între textul publicat în revistă și textul final al nuvelei: corecturi ortografice, formulări diferite ale unor fraze și adăugiri nesemnificative.
Cezar Petrescu a adunat trei nuvele ce apăruseră anterior în revistele Gândirea și Viața Romînească: „Adevărata moarte a lui Guynemer” (publicată în nr. 8–9/1928 al revistei Gândirea), „Fereastra” (publicată în nr. 2–3 și 5–6/1929 ale revistei Viața Romînească) și „Aranca, știma lacurilor” (publicată în nr. 9 și 10–11/1928 ale revistei Viața Romînească) în volumul Aranca, știma lacurilor, publicat în 1929 de Editura Socec din București.
Ulterior, opera lui Cezar Petrescu a fost reconfigurată, fiind operate transferuri între diferite volume. Volumul Omul care și-a găsit umbra (1928) a fost practic desființat după ce nuvela „Dezertarea lui Toader Mânzu” a fost inclusă ulterior în volumul Scrisorile unui răzeș (1941), nuvelele „Somnul” și „Palace” au fost introduse în „ediția definitivă” a volumului Omul din vis (1945), iar nuvela care-i dăduse titlul, „Omul care și-a găsit umbra”, a fost încorporată în „ediția definitivă” a volumului Aranca, știma lacurilor (1943) în locul nuvelei „Fereastra” care fusese adăugată în „ediția definitivă” a volumului Drumul cu plopi (1942). Astfel, „ediția definitivă” a volumului Aranca, știma lacurilor (1943) cuprindea nuvelele „Adevărata moarte a lui Guynemer”, „Omul care și-a găsit umbra” și „Aranca, știma lacurilor”.

## Analiză literară

### Înclinația scriitorului către fantastic

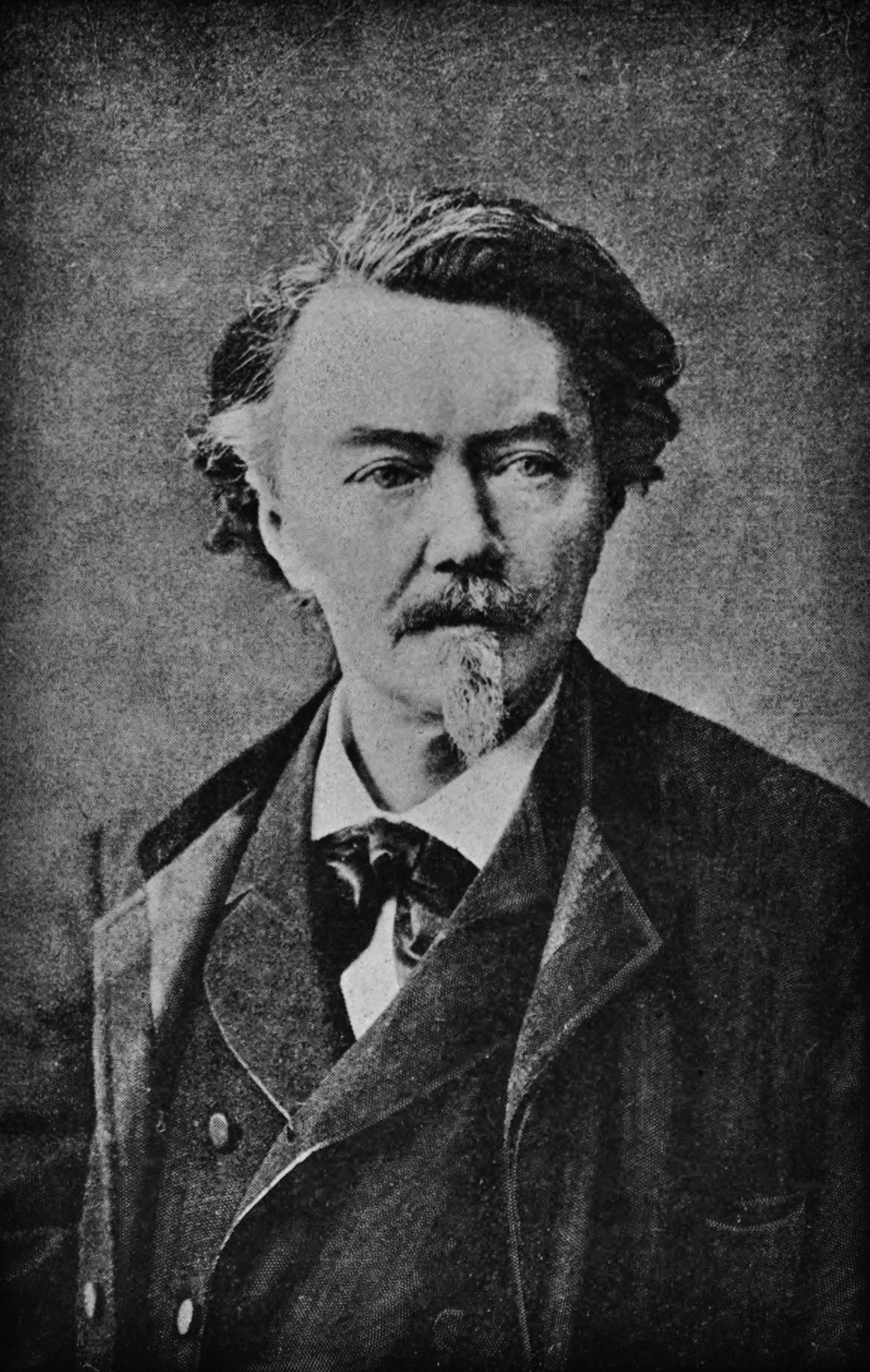
Auguste Villiers de l'Isle-Adam (1838–1889).

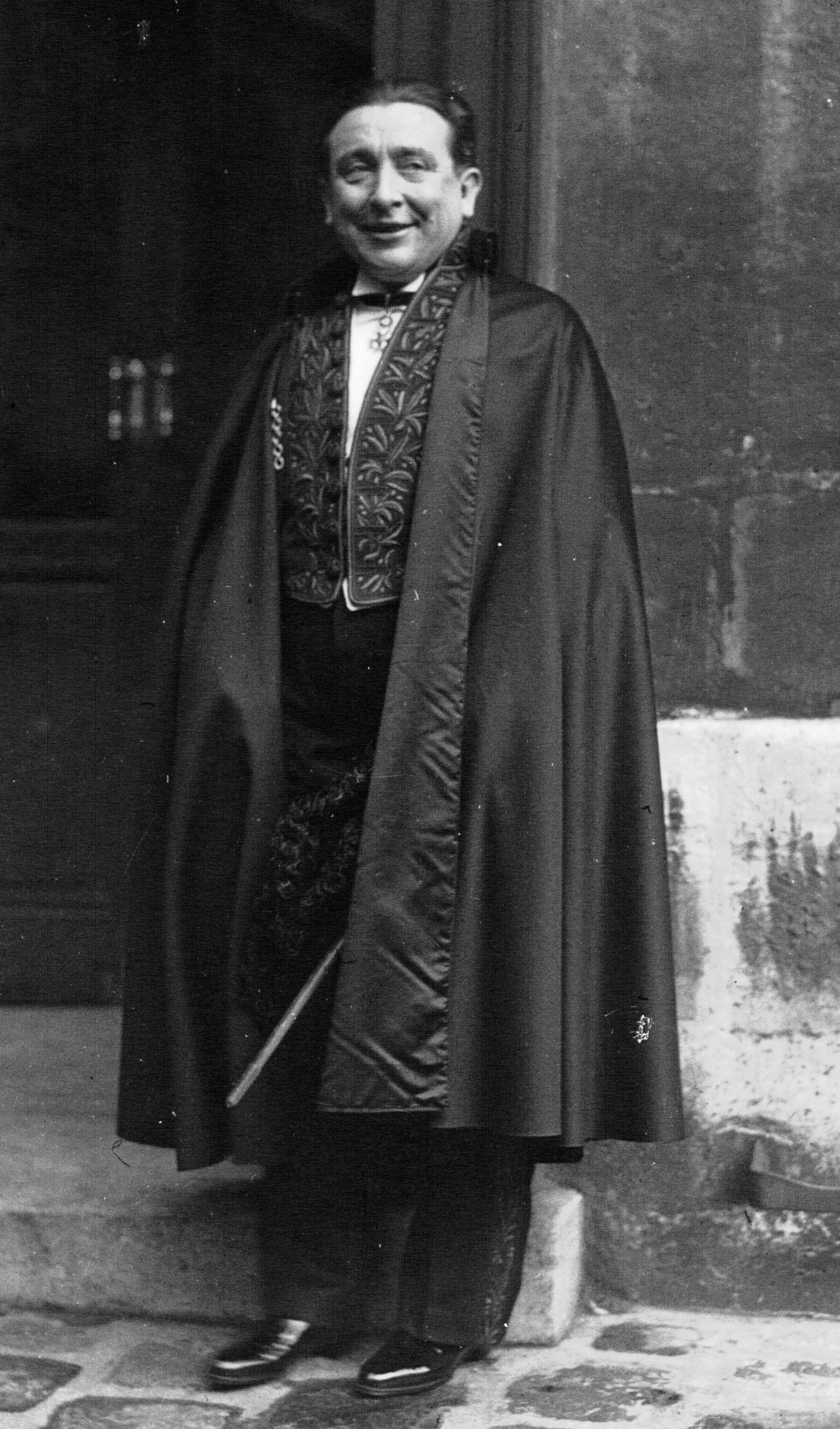
Pierre Benoit (1886–1962).

Cezar Petrescu a avut ambiția să realizeze o Cronică românească a veacului XX, proiect grandios în care s-a folosit de experiența sa de ziarist. El a observat realitatea din cele mai diverse medii și a valorificat observația ambianței umane cu talentul romancierului, zugrăvind într-un chip jurnalistic mediul social al timpului său. Criticul Alex Ștefănescu scria că „este vorba, în fond, despre o combinație de gazetărie de senzație și literatură melodramatică, scrisă cu vervă și cu o eleganță stilistică bine însușită, practicată firesc”. Scriitorul și-a grupat romanele și volumele de nuvele pe cicluri, vrând să realizeze o variantă românească a Comediei umane a lui Balzac, despre care George Călinescu afirma că nu se ridică la înălțimea intențiilor autorului, deși îi recunoștea inventivitatea epică.
În perioada 1926–1931 scriitorul a manifestat o vocație neașteptată pentru fantastic, sub influența scrierilor lui Edgar Allan Poe, Auguste Villiers de l'Isle-Adam și Pierre Benoit. Sufletul prozatorului, atras inițial de ideologia sămănătoristă, provincială și rustică, dezvolta o aspirație tipic romantică spre evaziune. Este imaginată cu voluptate o lume halucinantă în care introspecția unor spirite umane dereglate se împletește cu visul fantastic.
Fantezia prozatorului ar fi fost hrănită, potrivit criticului Constantin Ciopraga, cu lecturi despre ocultism și parapsihologie, aspect evidențiat de prezența în creațiile sale literare a fantomelor, demonilor, coșmarurilor, a practicilor magice și a tulburărilor psihopatologice. Cezar Petrescu cunoștea de bună seamă creațiile fantastice ale scriitorilor clasici.
Volumul de nuvele Aranca, știma lacurilor aparține ciclului Fantasticul interior, din care mai fac parte Omul din vis (1926), Omul care și-a găsit umbra (1928), Simfonia fantastică (1929) și Baletul mecanic (1931). Unele nuvele ale acestui ciclu analizează comportamentul dereglat al unor indivizi în urma confruntării cu întâmplări aparent banale care-i scot din realitatea fizică a existenței și-i aruncă într-o lume marcată de spaime și obsesii. Personajele acestor nuvele sunt victimele surmenajului, frustrărilor și obsesiilor și își pierd echilibrul interior, fiind împinse către sinucidere sau crimă. Elementele fantastice interferează în nuvelele lui Cezar Petrescu cu stări obsesive.
Apartenența unei scrieri la un anumit ciclu a fost contestată de unii critici, dar o mărturisire a lui Cezar Petrescu aduce o precizare importantă cu privire la modul său de abordare a literaturii: „Realist? Realist n-am fost niciodată. Nici n-am năzuit să scriu vreo carte realistă... Atunci când personagiile mele și conflictele mele s-au aflat situate pe-un teren de strictă realitate socială, am ținut seama de această realitate. Le-am încadrat în realitate, fiindcă numai așa puteau fi viabile. Dar dincolo de asemenea precizări, m-a preocupat fantasticul interior, aventura psihologică a eroilor, aspirația omenească spre o feerie absurdă, îndeobște năruită tocmai de realitate. De altfel, am credința că omul, fiind singurul animal cu imaginație, trăiește prin și pentru această imaginație”. Fantasticul interior dobândește, în această accepțiune, statutul unei viziuni globale care poate fi regăsită în întreaga operă literară a scriitorului. În scrierile ce fac parte din ciclul „Fantasticul interior” autorul explorează stări psihopatologice și obsesii provenite din straturile adânci ale subconștientului.

### Tematica romantică a nuvelei
Nuvela „Adevărata moarte a lui Guynemer” prelungește mitul dispariției fără urmă a unui erou de război francez, autorul imaginându-și cu o fantezie aprinsă că pilotul Guynemer ar fi supraviețuit războiului și ar trăi retras într-un spațiu montan deșertic. Destinul celebrului aviator este prelungit dincolo de legendă.
Criticul Sergiu Pavel Dan – autor al studiului Proza fantastică românească (1975), premiat de Academia Română și considerat prima investigație amplă asupra literaturii fantastice românești și o monografie literară de referință – susține că Cezar Petrescu este un „spirit romantic”, care îmbrățișează fantasticul „venind dinspre hotarul coincidențelor fatale, al potrivirilor sau inadvertențelor năucitoare ale destinului, într-un cuvânt, al senzaționalului”. Întâlnirea naratorului cu aviatorul dispărut Guynemer în pustietățile Munților Carpați este posibilă în plan teoretic, dar cu totul senzațională. În opinia criticului Sergiu Pavel Dan, bizara nuvelă „Adevărata moarte a lui Guynemer” prelungește verosimil o situație excepțională, umanizând senzaționalul.
Personajul istoric Guynemer, o glorie a aviației franceze, dispăruse misterios în data de 11 septembrie 1917, dobândind aura unui erou legendar: „pierdut în văzduhuri, fără să lase o urmă a aparatului, fără ca nimeni să-i găsească vreodată corpul. Nici sânge, nici așchii, nici cadavru carbonizat! Nici un mormânt. Om al cerului; l-a luat cerul și nu l-a mai redat viermuielii pământești, ca să-l păstreze pur și intact, până la sfârșitul sfârșiturilor”. Adevărul este însă altul în viziunea lui Cezar Petrescu: pilotul supraviețuise miraculos prăbușirii avionului său și fusese tratat într-un spital german cu o desăvârșită abnegație de o infirmieră care se îndrăgostise de el. Naratorul îl întâlnește pe Guynemer în pustietățile Carpaților, ducând o viață complet izolată de lume, în tovărășia femeii care-l domina în chip vizibil. Este un caz de renunțare voluntară la viață cu atât mai rar și mai interesant cu cât este vorba de un om care avusese parte de toate bucuriile vieții.

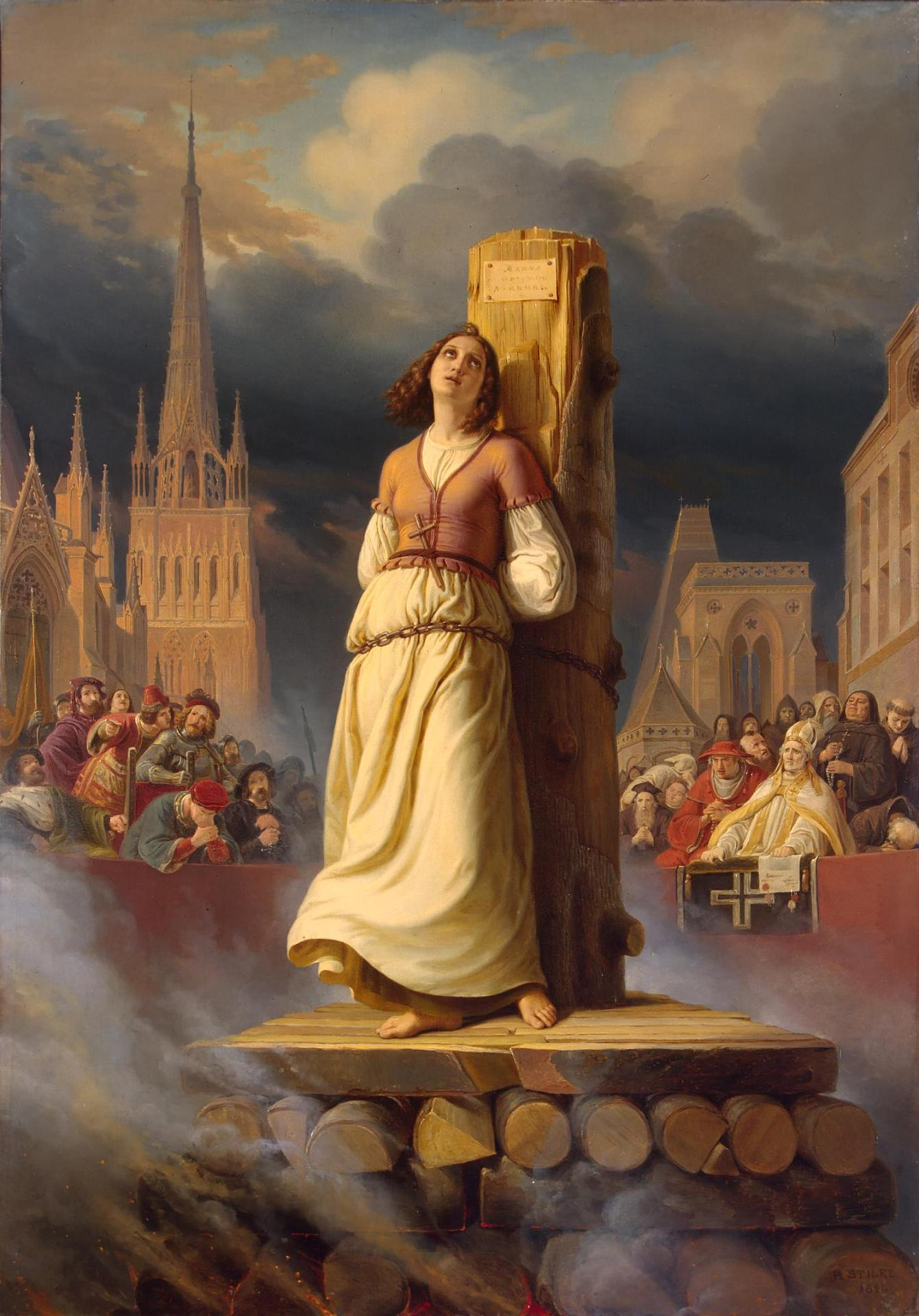
Eroina franceză Ioana d'Arc arsă pe rug în 1431 la Rouen, la vârsta de 19 ani.

În acest moment nu mai există nicio cale de întoarcere: pilotul preferă să trăiască în anonimat și să fie crezut mort pentru a nu-și compromite, printr-o existență banală, faima sa de erou al aerului. Confesiunea eroului este patetică și convingătoare. „Viața nu cruță pe nimeni; dar mai cu seamă se înverșunează împotriva eroilor. Singura cumințenie a eroilor e să știe a muri la vreme. Imaginează-ți o Jeană d'Arc, bătrână și surdă, imaginează-ți un erou în papuci pe care îl înșeală nevasta și care are proces cu vecinii... Pe un asemenea erou îl respinge legenda. Trivialul cotidianului îl coboară la nivelul comun”, perorează Guynemer, susținând că eroul din aer nu ar fi fost pe pământ decât o „orătanie vulgară de curte”. Criticul Sergiu Pavel Dan afirma că problema morală a lui Guynemer este asemănătoarea cu cea a Ioanei d'Arc din piesa Sfânta Ioana a lui George Bernard Shaw sau a marelui profet dac din piesa Zamolxe a lui Lucian Blaga: necesitatea ca cei chemați să devină eroi să-și accepte până la capăt chemarea pentru a servi oamenilor ca exemple. Lașitatea lui Guynemer de a-și asuma propriul destin, pe care și-o conștientizează cu luciditate și tragism, îl transformă într-o victimă.
Acceptarea voluntară, după vindecare, de către un șoim rănit a unei stări de semicaptivitate în preajma sălașului de piatră al celor doi sihaștri prilejuiește o serie de analogii simbolice. Bravura aeriană a pilotului seamănă, ca substanță, cu comportamentul șoimului „Vieux Charles” (numit astfel în amintirea avionului prăbușit), fiind dominat de o forță devoratoare care-l „depășea” și-l „stăpânea”, în timp ce odată ajunși la sol ambii să pară docili și lipsiți de eroism.
Nemaiputând zbura, Guynemer trăiește o criză de identitate cauzată de scoaterea din condiția sa excepțională de erou. Solitudinea montană îi favorizează meditația și-l face să-și recapituleze și interpreteze retrospectiv propria viață, determinând scindarea personalității între sacru (legendar) și profan (uman). Scriitorul schimbă permanent planurile, deplasând privirea de la narator (el însuși fost aviator) la eroul aerului, aflat acum în zdrențe, „inutil și nevrednic, mai mort decât îl cred cu toții mort”. Fostul as al aviației dezarticulează realul într-o secvență ireală și plină de mister, părând un „biet nebun” copleșit de gânduri și cu o privire absentă; drama sa amintește de drama sihaștrilor care pot evada din lume, dar nu poate scăpa de el însuși.
O temă romantică secundară a nuvelei o reprezintă universalitatea dragostei, adică unirea sufletească a două ființe despărțite de limbă și moravuri. Vremelniciei lumii sfâșiate de război îi este opusă în această nuvelă eternitatea cupulului uman. Personajele se retrag din mijlocul societății pentru a trăi dragostea eternă în mijlocul naturii sălbatice. Cu toate acestea, remodelarea existenței prin întoarcerea la traiul simplu și elementar este utopică: cuplul nu poate fi fericit deoarece aviatorul nu se poate acomoda pe pământ și iubirea nu-i poate reda starea de plenitudine pe care o trăia în văzduh. Existența banală este percepută de fostul as al aviației ca un fel de moarte. Din acest motiv, ruperea de societate cauzează unele neliniști ce par să caște o prăpastie imensă între cei doi iubiți: „eu gândesc pentru mine. Ea gândește pentru ea. Ca în orice iubire, de toată ziua, domnule. Am crezut că atât este destul pentru a umple două vieți. Atât este însă destul, numai pentru ca să neantizeze două vieți...”. Este o viziune proprie a autorului opusă traiului armonios în edenul exotic imaginat de Bernardin de Saint-Pierre în romanul Paul și Virginia (1788).

## Aprecieri critice

### Considerații generale
Criticul Dumitru Micu considera că nuvelele din volumele Omul din vis (1926), Omul care și-a găsit umbra (1928) și Aranca, știma lacurilor (1929) fac notă aparte în cadrul Cronicii românești a veacului XX și reprezintă partea cea mai durabilă a operei lui Cezar Petrescu. Aranca, știma lacurilor este, în opinia criticului Al. Piru, singurul volum de proză scurtă care a fost păstrat în atenția cititorilor datorită evocării poetice a unor întâmplări cu substrat fantastic, iar nuvelele care-l compun vor rezista trecerii timpului.
Spre deosebire de scrierile fantastice ale unor autori faimoși ca E.T.A. Hoffmann, Théophile Gautier, Auguste Villiers de l'Isle-Adam, Barbey d'Aurevilly, Edgar Allan Poe, Guy de Maupassant și Gérard de Nerval în care întâmplările miraculoase, supranaturale și magice dețin un rol important, proza fantastică a lui Cezar Petrescu se sprijină pe prezența unor obsesii cu rezonanțe folclorice care rup echilibrul dintre experiența colectivă și cea individuală. În opinia criticului Constantin Ciopraga, prozele de dimensiuni mai restrânse ale lui Cezar Petrescu precum „Omul din vis”, „Aranca, știma lacurilor”, „Omul care și-a găsit umbra” și „Adevărata moarte a lui Guynemer” (și nu romanele Simfonia fantastică sau Baletul mecanic) sunt cele care ilustrează formula improprie de „fantastic interior” prin relatarea unor experiențe stranii la persoana întâi sau de către martori.
Viziunea realistă a lui Cezar Petrescu face ca incursiunile în fantastic să fie inspirate profund din realitate și să nu aibă acel caracter arbitrar, întâlnit deseori în operele literare ce aparțin acestui gen. Limita între verosimil și neverosimil tinde să se estompeze, iar întâmplările relatate au un caracter echivoc. „Privit mai atent, fantasticul lui Cezar Petrescu vrea să spună că irealul e o excrescență neașteptată a realului, lunecare lentă în superstițios și oniric, de unde succesiunea de forme combinatorii frizând o iraționalitate frapantă sau discretă”, susținea criticul Constantin Ciopraga. În această optică, intruziunea fantasticului în real se produce atât de natural, încât cauzează situații derutante și neverosimile.

### Calitățile și defectele nuvelei

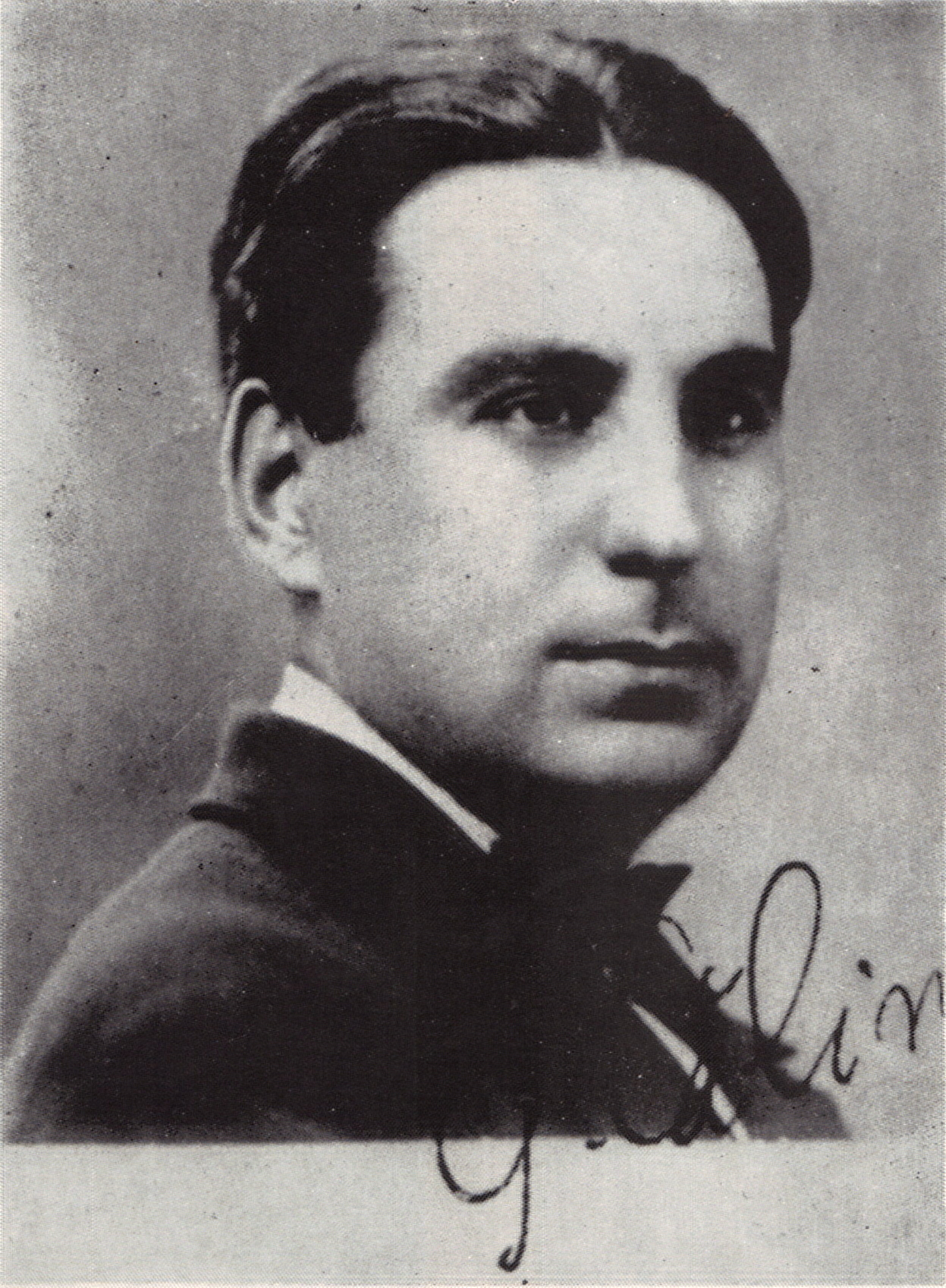
Criticul George Călinescu o considera o nuvelă remarcabilă prin „exoticul stâncos și anonim”.

Evoluția prozei fantastice a lui Cezar Petrescu este vizibilă de la un volum la altul, considera criticul Pompiliu Constantinescu care afirma că cele trei nuvele incluse în volumul Aranca, știma lacurilor nu mai au stângăcia povestirilor mai vechi din ciclul „Fantasticul interior”. Nu mai există o confuzie între planul real și planul fantastic-subconștient, chiar dacă se manifestă o continuare o impresie de juxtapunere a lor. „Adevărata moarte a lui Guynemer” și „Aranca, știma lacurilor” sunt, în opinia criticilor Ion Bălu și Ion Maxim, creațiile reprezentative ale ciclului „Fantasticul interior”.
Nuvela „Adevărata moarte a lui Guynemer” a avut parte de recenzii critice unanim elogioase. Prelungirea senzațională a existenței aviatorului Guynemer dincolo de presupusa lui moarte (un caz excepțional de viață) a contribuit la includerea acestei nuvele în categoria prozei fantastice, deși unii critici (precum Alexandru Piru) au susținut că nu există nimic fantastic acolo. Pompiliu Constantinescu o considera mai degrabă o „povestire filozofică” cu un tâlc adânc despre tragedia sufletească a unui erou constrâns să ducă o viață anonimă și banală pentru a perpetua mitul înălțării sale la cer.
Profesorul George Călinescu, care îl cataloga pe Cezar Petrescu drept „un manufacturier modest, cu meritele sale într-o literatură încă restrânsă”, scria că doar două nuvele ale lui Cezar Petrescu se ridică la nivel artistic: „Adevărata moarte a lui Guynemer” și „Aranca, știma lacurilor”; prima era considerată „un fel de Atlantidă”, remarcabilă prin „exoticul stâncos și anonim”, în timp ce a doua era un „mic Königsmark”, remarcabilă printr-un „fantastic sinistru”. Comparațiile lui Călinescu se referă la romanele de aventuri Koenigsmark (1918) și Atlantida (1919) ale scriitorului francez Pierre Benoit (1886–1962). „Adevărata moarte a lui Guynemer” și Atlantida au în comun tema tentației absolutului și a năzuinței către o dragoste utopică. Deși psihologia personajului i se pare arbitrară, criticul sus-menționat afirmă că meritul nuvelei constă în caracterul ei „utopic și aventuros”.
Opiniile altor critici au fost mai entuziaste. Cu toate că destăinuirea lui Guynemer i s-a părut prea lungă, iar revelația destinului faimosului aviator ar fi fost mai impresionantă dacă ar fi reieșit din jocul întâmplărilor, Pompiliu Constantinescu a susținut că „Adevărata moarte a lui Guynemer” este superioară artistic celorlalte două nuvele din volumul Aranca, știma lacurilor, fiind „piatra de hotar a unei evoluții fericite, într-o tendință spre fantastic, dar pe un fond substanțial”. De asemenea, imaginarea de către Cezar Petrescu a unei biografii fanteziste centrate pe ideea că „singura cumințenie a eroilor e să știe a muri la vreme” l-a determinat pe criticul Constantin Ciopraga să concluzioneze că „cu pagini dense ca acestea, prozatorul înfruntă timpul mai sigur decât cu unele din romanele sale”. Criticul Ion Maxim a evidențiat construcția ingenioasă a nuvelei și evocarea poetică a mitului eroului Guynemer, în ciuda excesului de senzaționalism, și a considerat că descrierea luptei dintre vultur și șoim este una din paginile cu o valoare artistică excepțională.
Au existat și critici mai puțin entuziaști precum istoricul Nicolae Iorga care a scris că în „Adevărata moarte a lui Guynemer” autorul iscodește „povestiri întrețesute cu filosofări care nu prind”.

## Traduceri
Nuvela „Adevărata moarte a lui Guynemer” a fost tradusă în câteva limbi străine:
- italiană („La vera morte di Guynemer”, în vol. La vera morte di Guynemer, Novissima Editrice, Perugia–Venezia–Firenze, 1931; traducere de Cesare Ruberti și Lilio Cialdea, prefațată de E. Padrini;[56][90][91][92][93][94][95] reeditată în 1965 prin grija lui Cesare Ruberti în vol. La vera morte di Guynemer, publicat de Edizioni Paoline din Bari),[96][97]
- maghiară („Guynemer igazi halála”, în vol. Rózsakeringő, ESPLA, București, 1959; traducere de László Kardos-Körtvélyfáy; reeditată în 1962 și 1967 de Editura pentru Literatură din București și în 1987 de Editura Kriterion din București)[98] și
- cehă („Guynemerův skutečný konec”, în vol. Pět rumunských novel, editura Odeon, Praga, 1984; traducere de Marie Kavková).[99][100][101]

## Notă explicativă
1. ↑  Într-un articol publicat în vol. Mișcarea literară (1926), în care făcea o recenzie a volumului Omul din vis al lui Cezar Petrescu, criticul Pompiliu Constantinescu scria: „Fără un înalt accent subiectiv, oscilând între obiectivitate epică și lirism, d. Petrescu, neatingând soliditatea construcției caracterelor, reduce lirismul la procedeul melodramatic al coincidențelor fatale”. Vezi: Pompiliu Constantinescu, „Cezar Petrescu: «Omul din vis»”, în Ritmul vremii, anul I, nr. 11–12, decembrie 1925, pp. 218–221; reprodus în vol. Mișcarea literară, Editura Ancora, București, 1926, apoi în vol. Scrieri alese, Editura de Stat pentru Literatură și Artă, București, 1957, p. 25.